# Franz Zettl

Franz Zettl (2024)

Franz Zettl (* 12. März 1947 in Labuttendorf, Steiermark) ist ein österreichischer Multiinstrumentalist.

## Leben
Zettl erlernte zunächst das Akkordeonspiel, im Alter von neun Jahren folgte die Trompete. Er besuchte die Akademie für Musik und Darstellende Kunst Graz sowie die Universität in Wien und in Saarbrücken.
In den Jahren 1971 und 1972 trat er als Hintergrundmusiker bei Liveauftritten unter anderem für Howard Carpendale, Dunja Rajter und Bill Ramsey auf. 1976 machte er seinen Abschluss mit dem Orchesterdiplom. Zwischen 1978 und 1988 arbeitete er als freier Mitarbeiter beim ORF, ab 1992 war er Duo-Partner von Andy Töfferl. Von 1998 bis 2001 war er Keyboarder bei der Band Erste Allgemeine Verunsicherung. Von 2001 bis 2014 war er Mitglied der S.T.S.-Band. Seit 2017 ist er Mitglied der Gert Steinbäcker-Band.
Zettl beherrscht gut 30 Instrumente, neben Trompete, Keyboards und Akkordeon auch Posaune, Querflöte, Gitarre, Schlagzeug, Saxophon und Klarinette.

## Diskografie (Auszug)
Solo
- 2011: Adventures of a Dream, R&F Company